# Krzysztof Wielicki
Krzysztof Jerzy Wielicki (Szklarka Przygodzicka, 5 de enero de 1950) es un alpinista polaco. Wielicki es el quinto hombre en coronar los 14 ochomiles y el primero en lograr Everest, Kangchenjunga y Lhotse en invierno.  Fue pionero en tres formas de alpinismo: invernales, escaladas relámpago y ascensiones solitarias. 
Durante el invierno de la temporada 2017-2018, se postuló como líder de una expedición que pretendía alcanzar la cima del K2, única montaña que no había sido escalada en invierno. Sin embargo, tras varios intentos de hacer cima, la expedición tocó fin el 7 de marzo de 2018 dejando virgen la cima invernal un año más.
En 2018, le fue concedido el Premio Princesa de Asturias de los Deportes junto al italiano Reinhold Messner.

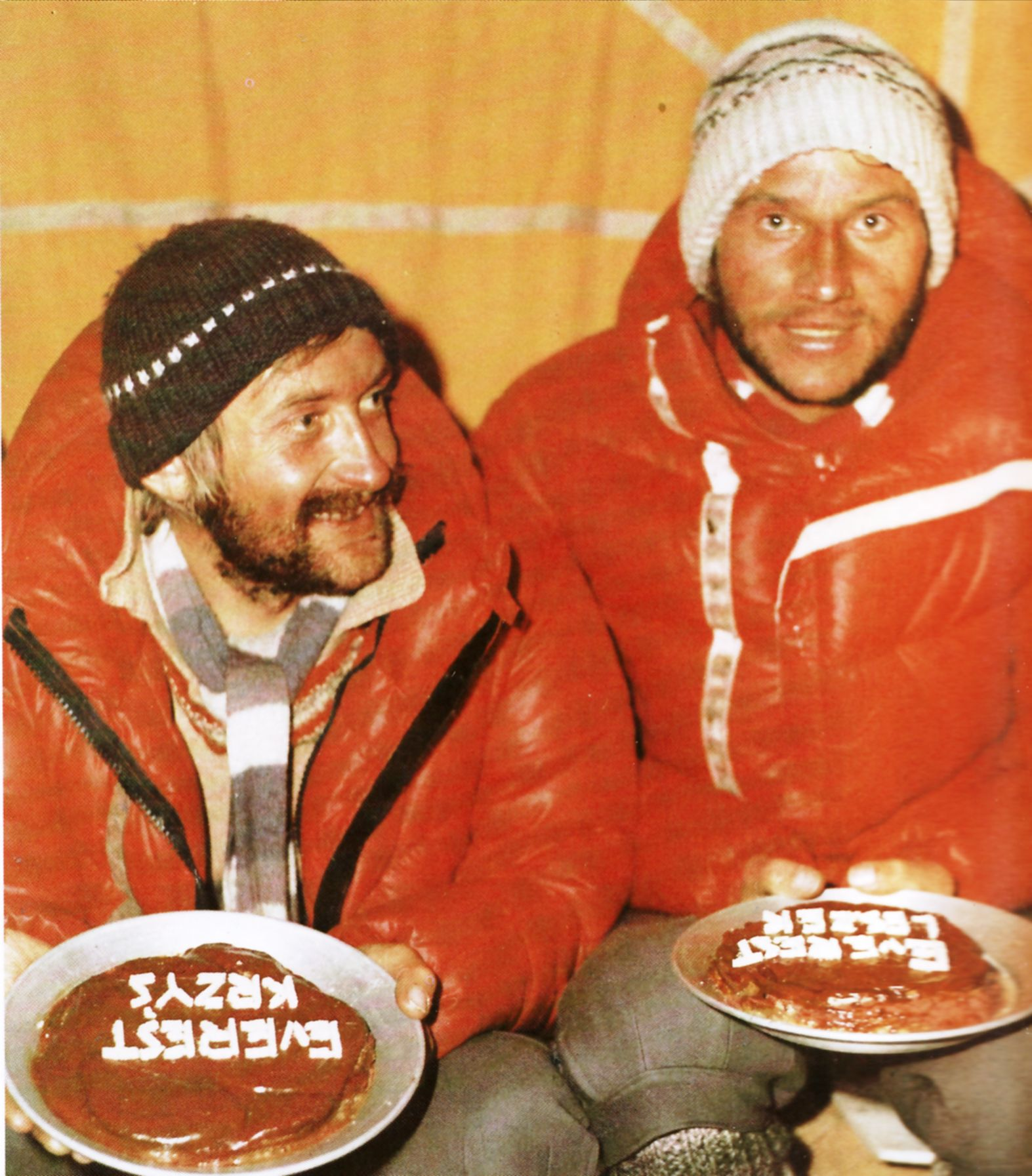
Wielicki (izq.) junto a su compañero de ascensión Cichy, tras la primera ascensión invernal al Everest

## Principales ascensiones
| Año        | Montaña       | Notas                                                          |
| ---------- | ------------- | -------------------------------------------------------------- |
| 1980       | Everest       | Primera ascension invernal en un ochomil (con Leszek Cichy)    |
| 1984       | Broad Peak    | Primera ascensión en un día en un ochomil (en solitario)       |
| 1984, 1992 | Manaslu       | Nueva ruta en la cara suroeste                                 |
| 1986       | Kangchenjunga | Primera ascensión invernal del Kangchenjunga                   |
| 1986       | Makalu        |                                                                |
| 1988       | Lhotse        | Primera ascension invernal al Lhotse (en solitario)            |
| 1990       | Dhaulagiri    | Ruta nueva, en solitario                                       |
| 1991       | Annapurna     | Estilo alpino                                                  |
| 1993       | Cho Oyu       | Abriendo la "ruta polaca"                                      |
| 1993       | Shishapangma  | Nueva ruta en la Cara Sur. En menos de 24 horas y en solitario |
| 1995, 2006 | Gasherbrum II | En solitario                                                   |
| 1995       | Gasherbrum I  | Estilo alpino                                                  |
| 1996       | K2            |                                                                |
| 1996       | Nanga Parbat  | Ruta Kinshofer, en solitario                                   |